# Shádda
La shádda o tashdīd (en árabe: شدّة‎, «énfasis») es un grafema auxiliar del alfabeto árabe que indica la geminación o cantidad larga de la consonante sobre la que va escrito.
Es uno de los signos diacríticos (harakat) que utiliza el alfabeto árabe, marcando una consonante larga o geminada. Funcionalmente, es equivalente a la escritura duplicada de las consonantes que se utiliza en gran cantidad de idiomas europeos, y así se suele transliterar. Ej.: رُمَّان, rummān, «granada»; كُتَّاب, kuttāb, «escritores».
En la literatura aljamiada se utilizó para crear fonemas inexistentes en árabe, como Ñ, P y Č.